# Capusa stenophara
Capusa stenophara är en fjärilsart som beskrevs av Turner 1919. Capusa stenophara ingår i släktet Capusa och familjen mätare. Inga underarter finns listade i Catalogue of Life.